# Pierre Beckers
Pierre Michel Beckers (Uikhoven, 24 april 1885 - Bilzen, 1 oktober 1968) was een Belgisch volksvertegenwoordiger, senator en veearts.

## Levensloop
Beckers was gehuwd met mevrouw Emma PAQUAY. Samen kregen ze verschillende kinderen. Hij was doctor in de Dierengeneeskunde en werd veearts.
Een dochter van hem was Josée Beckers (1912-2004), zuster Miguel, missiezuster van de Zusters van Afrika. 
In 1921 werd hij tegelijk tot gemeenteraadslid verkozen en tot burgemeester benoemd van de gemeente Mopertingen. Hij bleef dit tot einde 1952.
Hij werd verkozen tot volksvertegenwoordiger voor de katholieke partij in het arrondissement Tongeren-Maaseik (1925-1929). Vervolgens was hij provinciaal senator voor Limburg (1929-1932). Hij werd toen opnieuw volksvertegenwoordiger (1939-1946).
In 1934 werd hij lid van de  algemene vergadering van de Katholieke Unie van België als afgevaardigde van de Belgische Boerenbond.
Beckers  kregen verschillende nationale onderscheidingeni.z. Ridder in de Leopoldsorde, Ridder in de Kroonorde en een van de allerhoogste onderscheidingen Commandeur in de Leopoldsorde. Daarnaast kreeg hij nog verschillende arbeidseretekenszoals Bijzonder Landbouwereteken 1e klas en nog enkel andere onderscheidingen.